# Ragnvald Eysteinsson
Ragnvald Eysteinsson, riportato anche come Rognvald e detto il Saggio (840 circa – 894), è stato un condottiero norreno originario della attuale Norvegia, jarl (conte) di Møre e per un breve periodo conte delle Orcadi.

## Origine
Ragnvald, secondo sia la saga degli uomini delle Orcadi che l'Haralds saga hárfagra, parte dell'Heimskringla di Snorri Sturluson, era l'unico figlio dello Jarl (equiparabile al nostro conte) della zona di Upplands (l'attuale zona di Oppland, a nord di Oslo), Eystein Ivarsson, detto Glumra o Clattere, mentre della madre non si hanno notizie.
Eystein Ivarsson, sempre secondo l'Orkneyinga Saga era l'unico figlio di Ivar Halfdansson, mentre della madre non si hanno notizie.
Secondo invece gli Annali frammentari d'Irlanda Ragnvald era figlio di "Halfdan, re di Lochlann", spesso inteso come Halfdan il Nero. Tuttavia, sia le saghe che gli annali sono stati compilati dai due ai tre secoli dopo la sua morte.

## Biografia
Secondo l'Haralds saga hárfagra di Snorri Sturluson, dopo la battaglia di Soskel dell'867, divenuto unico re di Norvegia, Harald I, preso il controllo di tutto il regno, confermò Ragnvald come conte di Møre e di tutto il territorio del nord.
Nell'868, sempre secondo Snorri Sturluson, Ragnvald si unì ad Harald I, per combattere il re Vemund. Vemund venne circondato nella sua residenza da Ragnvald, che la incendiò facendo morire Vermund con 90 dei suoi uomini, poi si impossessò di tutte le navi e di tutti i beni del nemico e si recò a Throndhjem, da Harald I.
Dopo l'872, secondo sia l'Orkneyinga Saga che l'Haralds saga hárfagra di Snorri Sturluson, Ragnvald si unì ad Harald I, per invadere le Isole Orcadi, Shetland ed Ebridi. Durante le operazioni belliche, Ivar, il figlio primogenito di Ragnvald, perse la vita e per compensarlo della perdita del figlio, Harald I gli assegnò i territori di Orcadi e Shetland, appena conquistate, col titolo di conte delle Orcadi.
Ragnvald consegnò la contea delle Orcadi al fratello Sigurd, tanto che Sigurd, figlio di Eystein Ivarsson e fratello di Ragnvald viene ricordato come primo conte delle Orcadi. A Sigurd succedette il figlio, Guthorm che governò per circa un anno e morì senza discendenza e molti Vikinghi, sia Danesi che Norvegesi invasero le isole.
Ragnvald, che aveva ottenuto l'investitura della contea dal re Harald I, secondo la Historia Norwegie, piombò sulle Orcadi, seminando morte e distruzioni. 
Quindi inviò il proprio figlio, Hallad, che trovate le isole in condizione non facile da governare preferì ritornare in Norvegia nella sua fattoria. Allora Ragnvald inviò l'altro figlio, Einar, che a differenza di Hallad, accettò di diventare conte delle Orcadi e le governò, dopo averle occupate per intero.
Ragnvald trovò la morte per mano di due figli di Harald I, Halvdan Hålegg e Gudrød Ljome, che, secondo l'Orkneyinga Saga erano molto violenti, in primavera, raggiunsero la contea di Møre e attaccarono Ragnvald nella sua residenza e lo bruciarono vivo con sessanta dei suoi uomini. La morte di Ragnvald viene confermata anche dall'Haralds saga hárfagra di Snorri Sturluson che, quando Harald I aveva circa quarant'anni (nell'892 circa), due suoi figli che dal padre non avevano ottenuto alcun territorio del suo regno da governare, con una moltitudine di uomini, in primavera, si recarono nella contea di Møre, lo rinchiusero nella sua dimora e e lo bruciarono vivo con sessanta dei suoi uomini. Quando Harald I ne venne a conoscenza, Halvdan Hålegg raggiunse la Orcadi per spodestare il conte Einar, figlio di Ragnvald, ma venne catturato ed ucciso, mentre Gudrød Ljome, che si era impossessato della contea di More, dovette arrendersi al padre che lo attaccò in forze; la contea fu consegnata al figlio di Ragnvald, Thorer Ragnvaldsson, che succedette al padre in tutti i suoi domini.

## Matrimonio e discendenza
Ragnvald aveva sposato Ragnhilde, figlia di Rolf Nefia, da cui ebbe tre figli:
- Ivar[4] ( † 872), nella battaglia delle Orcadi[4]
- Hrôlfr (Rollone)[9] (ca. 845- † ca. 932), jarl o conte dei Normanni e conte di Rouen, e capostipite della Casa di Normandia
- Thorer[9] jarl o conte di Møre[8]

Da una o più amanti di cui non si conoscono né i nomi né gli ascendenti ebbe tre figli:
- Hallad[9], conte delle Orcadi per un breve periodo[7]
- Hrollaug, secondogenito[9]
- Einar[9], conte delle Orcadi[7]

### Fonti primarie
- (LA)  Orkneyinga Saga: sive, Historia Orcadensium, edidit Jonas Jonaeus.
- (EN)  Harald Harfager's Saga Archiviato il 29 novembre 2014 in Internet Archive..
- (EN)  The Orkneyinga Saga, a cura di Joseph Anderson.

### Letteratura storiografica
- Allen Mayer, "I vichinghi", cap. XXIII, vol. II (L'espansione islamica e la nascita dell'Europa feudale) della «Storia del mondo medievale», 1999, pp. 734–769